# Trifles and Tomfooleries
George Bernard Shaw 1901 és 1913 között írta a Trifles and Tomfooleries (szó szerint: Szószaporítások és Ökörködések) ciklus darabjait, szám szerint hatot. Az első, The Admirable Bashville (1901), a Cashel Byron mestersége c. regény egyik epizódján alapul: Bashville Lydia Carew inasa, aki szerelmes az úrnőjébe. A darab Lydia parkjában kezdődik: az I. fv. során Lydia megismerkedik Cashellel, aki bele is szeret. A továbbiak során Cashel bokszmeccsen megveri Paradicsom Billt; aztán újabb verekedésüket a rendőrség szakítja félbe; Cashel és anyja, Adelaide Gisborne színésznő újra találkoznak; Adelaide kibékül korábbi barátjával, a Cashelt támogató Lord Worthingtonnal…;stb. ; stb.
1905-ben írja Shaw Passion, Poison and Petrifactiont. A darab egy csomó képtelenség, ami ha nem lenne olyan en boc összedobálva, még az abszurd dráma elődjeként is fel lehetne fogni: az óra tizenhatot üt éjjeli fél kettőkor; a férj, Fitztollemache a saját ablakán mászik be a felesége, Magnesia hálószobájába villámlás és mennydörgés közepette, egy tőrrel a kezében; de amikor a nő felriad, és megijed, Fitz közli, hogy ez csak egy kelléktőr. Az asszony szeretője, Adolphus kővé válik a mérgezett bortól, amivel Fitz megitatja; a zaj okát megtudakolni feljött háziúr orvost hív Adolphushoz és rendőrt Fitzhez, de a gömbvillám egyszerre mindhármat halálra sújtja, hagyjuk, fáradt. Schlafen – schlafen – ich muss.
Az 1909-ben írott Press Cuttingst betiltják Németországban, Bécsben és Budapesten is; a Pesti Hírlap szerzője pedig megállapítja, hogy " a kausztikus szellemű ír kényes témához nyúlt legújabb darabjában ". A darab egyébként nem akkora durranás: egy szüfrazsett-komédia, melyben Balsquith (Balfour és Asquith keveréke) miniszterelnök, hogy a szüfrazsettek ne zaklassák, szintén feministának öltözik, és a Katonai Főparancsnokság kapujához láncolja magát, hogy valaha bejusson Mitchener (Lord Kitchener) generálishoz, megtárgyalni a feminista-kérdést. A szüfrazsettek képviselői is bejönnek: Mrs Banger leüti az ügyeletest, Lady Corinthia behálózza Mitchenert, Mrs Farrell terrorizálja Sandstone tábornokot. Ebben az évben Shaw még megírja The Fascinating Foundlingot és The Glimpse of Realityt, majd 1913-ban The Music-Cure-t. The Glipmse of Reality bosszúdráma-paródia: a Ferruccio gróf és szerelme, Giulia megölésére felbérelt emberek, Squarcio és Sandro a gróf személyi testőrei lesznek inkább. The Music-Cure témája leginkább Village Wooingra hasonlít.